# Outreach
Outreach ou atividade de extensão é uma atividade de prestação de serviços para qualquer população que não possa ter acesso a esses serviços.
 Um componente chave do alcance é que os grupos que o fornecem não são estacionários, mas móveis; em outras palavras, eles estão atendendo aqueles que precisam de serviços de proximidade nos locais onde os necessitados estão. Além de fornecer serviços, o alcance tem um papel educacional, aumentando a conscientização sobre os serviços existentes. Inclui a identificação de população carente e encaminhamento para serviços.
Frequentemente, a divulgação é destinada a preencher a lacuna nos serviços prestados pelos serviços regulares (muitas vezes governamentais) e é geralmente realizada por organizações não- governamentais sem fins lucrativos. Este é um elemento importante que diferencia o alcance das relações públicas . Comparado com o pessoal que presta serviços tradicionais, Dewson et al. (2006) observa que a equipe de divulgação pode ser menos qualificada, mas está mais motivada.
Rhodes (1996) distingue três tipos de alcance: domiciliar (realizado em casas individuais), destacado (realizado em ambientes públicos e direcionados a indivíduos) e peripatético (realizado em ambientes públicos ou privados e visando organizações, em vez de indivíduos). Dewson et al. (2006) relaciona outro tipo além desses três: o tipo de satélite, onde os serviços são fornecidos em um site dedicado.
Dewson et al. (2006) listam as seguintes ferramentas de divulgação: folhetos, boletins informativos, propaganda; barracas e displays, e eventos dedicados, com a localização comum sendo instituições comunitárias locais, como bibliotecas, centros comunitários, mercados e assim por diante. Em comparação com os fornecedores de serviços tradicionais, os serviços de proximidade são fornecidos mais próximos da residência dos indivíduos, são voluntários e têm menos obrigações, se for o caso, obrigatórias.
O alcance pode atingir várias populações, de profissionais do sexo e usuários de drogas, a freqüentadores de museus.